# Vestiarium Scoticum

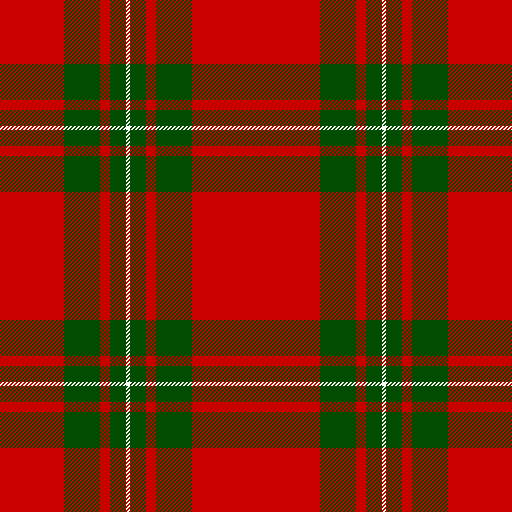
Le tartan MacGregor décrit dans le Vestiarium Scoticum

Le Vestiarium Scoticum (titre original : Vestiarium Scoticum: from the manuscript formerly in the Scots college at Douay. With an Introduction and Notes, by John Sobieski Stuart, en français : « Le Vêtement écossais : d'après le manuscrit de l'ancien collège des Écossais à Douai. Avec introduction et notes, de John Sobieski Stuart ») est un ouvrage publié en 1842 par John Sobieski Stuart (pseudonyme de John Carter Allen) avec l'aide de son frère Charles Edward Stuart (pseudonyme de Charles Manning Allen), dans lequel étaient dessinés les motifs colorés de tartans, dont les auteurs prétendaient qu'ils étaient les attributs spécifiques de clans écossais et qu'ils les avaient fidèlement exécutés à partir de leur description textuelle provenant d'une copie d'un manuscrit inconnu datant de l'an 1571.
Le contenu du Vestiarium Scoticum est aujourd'hui largement considéré comme ayant été purement et simplement inventé par les frères Allen. Cependant, ce livre, ainsi qu'un second ouvrage plus complet The Costume of the Clans, publié en 1845 par les mêmes auteurs, contribua non seulement à la renaissance du tartan en Écosse mais également à établir la tradition désormais largement répandue d'attribuer le dessin d'un tartan spécifique à un clan écossais.

## L'ouvrage

### Caractéristiques
Le Vestiarium Scoticum a été imprimé en seulement cinquante exemplaires, de 15 pouces (38 centimètres) sur 11 pouces (28 centimètres), avec une reliure en cuir rouge. La pièce de titre de l'ouvrage était doré au fer sur le dos de la reliure, tandis que les armoiries royales de l'Écosse (ante 1603), surplombant la devise latine de l'Ordre du Chardon Nemo me impune lacessit, était dessinées avec la même méthode sur le plat de devant (c'est-à-dire la face avant de la reliure). Chaque exemplaire était vendu au prix de 10 guinées, ce qui représentait une somme importante à l'époque (la guinée était une pièce d'or).
La référence du livre dans la classification décimale de Dewey est : 929/.2/09411.

### Sommaire
Le sommaire du Vestiarium Scoticum est le suivant :
- Pages 3 à 14 (paginé iii à xiv) : Preface (Préface).

Dans cette préface, l'auteur décrit l'origine des différents manuscrits, il donne également quelques éléments sur leur auteur supposé et la date de rédaction. Il envisage que les manuscrits dont il dit avoir connaissance, ne seraient que des copies d'un travail plus ancien qui comporterait des illustrations des différents tartans concernés.
- Pages 15 à 18 : Rolls of the Clans (Registres des clans).

Il s'agit de la liste des clans écossais.
- Pages 19 à 66* : Introduction.

Dans cette longue introduction, l'auteur dresse une histoire des tartans au cours des siècles, en relation avec les différentes cultures dans le monde. À noter qu'elle se termine sur une page numérotée 66* qui suit la page 66.
- Non paginé : Erratum.

Cet erratum contient deux erreurs mineures situées page 28
- Pages 67 à 109 : Vestiarium Scoticum.
  - Page 67 : Page de titre (imprimé en gras et en écriture gothique).
  - Pages 69 et 70 : Contents (Sommaire). Il s'agit de la liste des clans et familles dont les tartans sont décrits.
  - Pages 72 à 109 : Début du texte du manuscrit décrivant les structures, bandes et couleurs des tartans. Cette section est censée être une transcription des manuscrits. Elle contient également de nombreuses notes de bas de page de l'auteur. Les titres sont imprimés en gras et en caractères gothiques.
- Planches en couleurs (75 planches) illustrant les tartans des clans et familles mentionnés dans le chapitre précédent.

### Contenu

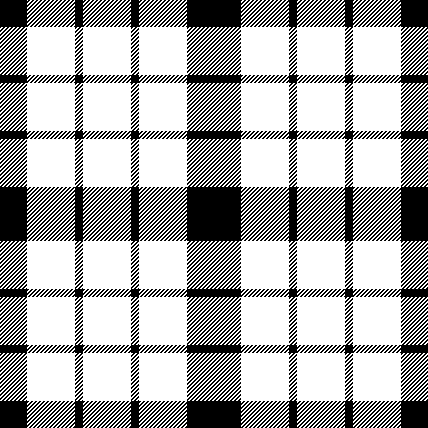
Le tartan MacFarlane « hath thre stryppis quhite vpon ane blak fyeld »

Le Vestiarium Scoticum contient la description des tartans de 42 familles des Highlands et de 31 familles des Lowlands et du Border.
- Les familles des Highlands concernées sont les suivantes : Buchanan, Cameron, Campbell, Chisholm (ou Chyssal), Clan Ranald, Farquharson (ou Fhionnlaidh), Fraser (ou Fryzzelis), Grant, Gun, Lament, MacArthur, MacDonald of the Isles, MacDongall, MacDuff, MacFarlane, MacGrigor, Macintosh, Maclntyre, MacKay (ou Morgan), Mackenzie, MacKinnon, MacLauchlan, Mac Lean (ou Mac Gillean), MacLeod, MacNab, MacNeill, MacPherson, MacQueen, Menzies, Monro, Robertson (ou Donacha), Ross (ou Anrias), Prince of Rothesay, The Royal Stuart, Sutherland.
- Les familles des Lowlands concernées sont les suivantes : Armstrong, Barclay, Brodie, Bruce, Colquhoun, Comyn, Cunningham, Cranstoun, Crawford, Douglas, Drummond, Dunbar, Dundas, Erskine, Forbes, Gordon, Graham, Hamilton, Hay, Home, Johnston, Kerr, Lauder, Leslie, Lindsay, Maxwell, Montgomery, Murray, Ogilvie, Oliphant, Ramsay, Rose, Ruthven, Scott, Seton, Sinclair, Urquhart, Wallace, Wemyss.

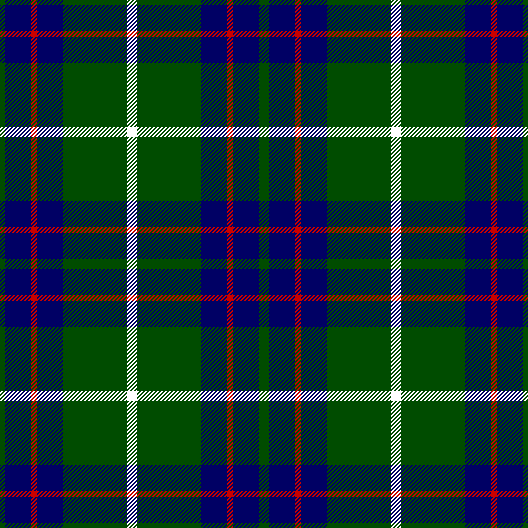
Le tartan MacIntyre : « twy wyd stryppis of blev vpon ane fyeld grene, and vpon ye ylk ane sprang redd, and vpon ye midward of ye grene sett ane sprang quhite »

La structure des tartans est décrite de façon littérale. Cette description peut être très courte, comme pour le tartan MacFarlane (of ye Arroquhar) : « hath thre stryppis quhite vpon ane blak fyeld » (traduction : « [il] a trois bandes blanches sur un champ noir »). La description moderne de ce tartan est : « K54 W48 K8 W48 », ce qui signifie 54 fils noirs (K54), puis 48 blancs (W48), 8 noirs (K8), et encore 48 blancs (W48). Les descriptions sont cependant généralement un peu plus longue, par exemple la description du tartan de chasse du clan MacIntyre est : « twy wyd stryppis of blev vpon ane fyeld grene, and vpon ye ylk ane sprang redd, and vpon ye midward of ye grene sett ane sprang quhite », ce qui peut être traduit par : « deux bandes larges de bleu sur un champ de vert, et sur chaque bleu il y a une bande rouge et sur le milieu du vert il y a une bande blanche ».

### Techniques utilisées
C'était la première fois que l'on reproduisait une telle série de tartans en couleurs et l'utilisation d'une nouvelle technique d'impression permit d'obtenir une très bonne qualité des dessins.
Les dessins des tartans ont été exécutés par Charles Allen qui a utilisé un pantographe qui venait d'être mis au point par les deux frères écossais William et Andrew Smith originaires de Mauchline. Cet instrument était équipé d'une rangée de plumes permettant de tracer de fines lignes colorées parallèles une à une sur du papier noir, comme les fils dans une machine à tisser. Avec cette méthode il devenait possible d'obtenir les demi-tons correspondant à l'intersection des fils tissés, et un rendu remarquable.
Chaque feuille de papier sur laquelle a été exécuté le dessin d'un tartan, a ensuité été recouverte d'un vernis puis collée sur une page de l'ouvrage.

## Les auteurs
Les frères John (vers 1795-1872) et Charles (vers 1799-1880) Allen sont nés au Pays de Galles. Ils sont persuadés qu'ils descendent des Stuart (dynastie écossaise) et que leur véritable grand-père paternel serait en fait le prince « Bonnie » Charles Édouard Stuart, dont la mère était la petite-fille du roi polonais Jean III Sobieski. Une affirmation qui étonne d'ailleurs fortement leur propre père…
Ils quittent le Pays de Galles pour s'installer en Écosse, s'habillent en costume traditionnel écossais (kilt, plaid…) et se convertissent au catholicisme. Ils changent plusieurs fois leur nom de famille : ils transforment « Allen » en « Allan » qui fait plus écossais, puis ils se font appeler « Hay Allan », et enfin « Hay », ce qui les rapproche des comtes d'Eroll, titre créé en 1453 pour Sir William Hay. Pour signer le Vestiarium Scoticum, ils utilisent comme noms de plume, respectivement « John Sobieski Stuart »  et « Charles Edward Stuart »
Ils sont bien reçus en Écosse où Thomas Fraser, Lord de Lovat, leur offre en 1838 une maison située sur l'île de Eilean Aigas sur la rivière Beauly.
En 1847, à la suite de la controverse liée à la publication du Vestiarium Scoticum, ils sont contraints de quitter l'Écosse et vont s'établir sur le continent, en France et également à Prague et à Presbourg (aujourd'hui Bratislava). John décède en 1872 dans le quartier de Pimlico à Londres, tandis que son jeune frère Charles meurt en 1880 sur un bateau à vapeur au cours d'un voyage vers la France. Ils sont tous les deux enterrés en Écosse.

## Les affirmations des auteurs
John Sobieski Stuart prétend qu'il a rédigé son ouvrage à partir d'un manuscrit en sa possession, qu'il a scrupuleusement comparé avec une autre transcription découverte par un moine irlandais à la bibliothèque du monastère San Augustin à Cadix. Il affirme qu'il s'agit d'un in-quarto en vélin de trente-quatre pages rédigé en écriture gothique et datant de 1571. L'auteur du manuscrit original se désignerait lui-même sous le titre de Schyr Richard Urqvharde, Knycht (« Sir Richard Urquhart, Chevalier »).
Le manuscrit portait en première page, la signature de l'historien John Lesley, évêque de Ross et fervent partisan de Marie Stuart ; il était conservé à la bibliothèque du collège des Écossais (Scots College) à Douai. Outre le manuscrit de Douai et celui de Cadix, John Sobieski Stuart évoque également un troisième manuscrit qui est en sa possession, une copie plus récente qu'il considère comme inférieure aux deux autres.
Deux ans après le Vestiarium Scoticum, les frères Allen publièrent un second ouvrage sur le même sujet, intitulé The Costume of the Clans, qui présentait de manière détaillée les costumes traditionnels de chaque clan écossais et contenant de superbes illustrations en couleurs. Ce second ouvrage n'hésitait pas à utiliser en références, des « supercheries » littéraires comme les célèbres poèmes d'Ossian publiés par le poète James Macpherson.

## La controverse sur l'authenticité
Bien avant la publication de leur ouvrage, vers la fin des années 1820, les frères Allen avaient présenté à leur protecteur, l'écrivain Sir Thomas Dick Lauder, un manuscrit contenant des motifs de tartans. Dans le Vestiarium, ils affirment que ce manuscrit (connu sous le nom de « manuscrit Cromarty »), daté de 1721, est dérivé du manuscrit de Douai.
En 1829, Sir Thomas Lauder, enthousiaste après avoir lu le texte du livre des frères Allen, décide d'écrire à Walter Scott, le célèbre auteur d'Ivanhoé, pour lui en faire part. Walter Scott lui répond en indiquant son scepticisme sur l'authenticité du contenu du livre. Il met en avant l'absence de la moindre preuve relative au manuscrit, ainsi que des détails comme le titre du manuscrit lui-même qui lui semble être du « faux latin » (false Latin), ou encore le fait que les habitants des Lowlands ne portaient pas de tartans…
Le livre sera tout de même publié en 1842.
Dans le numéro de juin 1847 de la revue Quarterly Review, parut un article anonyme démontant les affirmations de John Sobieski Stuart  et affirmant que le Vestiarium Scoticum était un « faux » (en anglais : a forgery). Les auteurs de l'article étaient en fait George Skene de l'Université de Glasgow et le révérend Dr. Mackay, l'éditeur du dictionnaire de gaélique écossais de la Highland Society. Les frères Allen publièrent une réponse à cet article sous la forme d'une brochure intitulée A reply to the Quarterly Review, upon the Vestiarium Scoticum.
En 1980, Donald Calder Stewart et Joseph Charles Thompson publient un ouvrage intitulé Scotland's Forged Tartans: An Analytical Study of the « Vestiarium Scoticum », qui démonte méticuleusement toutes les affirmations du Vestiarium Scoticum afin de prouver qu'il s'agit bien d'une mystification.

## La postérité
Aussi étonnant que cela puisse paraître, les tartans inventés par les frères Allen sont devenus, avec le temps, des tartans « authentiques ». Le nom de clan qui leur a été attribué est devenu leur dénomination quasi-officielle. Matthew Newsome, directeur du Scottish Tartans Museum, expliquait dans un article publié dans The Scottish Banner, qu'étant lui-même affilié à la famille « Armstrong » du côté de sa mère, il porte fièrement un kilt en tartan Armstrong dont le motif, sans doute inventé par Charles Allen, est apparu pour la première fois dans le Vestiarium Scoticum.
Il faut noter qu'avant la publication du Vestiarium Scoticum, le fabricant de tartans William Wilsons, situé à Bannockburn depuis 1765, utilisait des noms de familles ou de clans écossais pour désigner ses fabrications. Il s'agissait juste d'un moyen pour faciliter l'identification des modèles et ces noms étaient choisis de façon arbitraire, sans qu'il y ait une intention de revendiquer une association historique ou culturelle entre les clans et les modèles de tartans.

## Exemplaires de l'ouvrage
- Un exemplaire original du Vestiarium Scoticum est exposé au Burns House Museum[9], un musée situé à Mauchline en Écosse (East Ayrshire) et dédié au poète écossais Robert Burns. Deux images de cet exemplaire sont consultables sur le site web du Future Museum : livre fermé avec sa reliure en cuir rouge et  livre ouvert laissant apercevoir les premières pages et l'image d'un tartan
- Un scan d'un exemplaire original du Vestiarium Scoticum peut être consulté sur le site resources.scottishtartans.org du Scottish Tartans Museum, les pages suivantes ont été scannées :
  - Plat de devant de la reliure de l'ouvrage (en cuir rouge)
  - Page de titre
  - Index des tartans
  - Reproduction des 73 pages contenant les dessins des tartans
- Un exemplaire est disponible à la bibliothèque du Congrès (Library of Congress) à Washington DC aux États-Unis, un scan est consultable (à l'exception des dessins des tartans) en ligne sur la bibliothèque numérique HathiTrust
- Un scan du livre (à l'exception des dessins des tartans) est consultable sur Google Livres, lire ici